# Maja Vtič
Maja Vtič (Novo mesto, 27 gennaio 1988) è una saltatrice con gli sci slovena.

## Biografia
In Coppa Continentale, la massima competizione femminile di salto prima dell'istituzione della Coppa del Mondo nella stagione 2012, ha esordito il 23 luglio 2004 a Park City (31ª), ha ottenuto il primo podio il 12 febbraio 2005 a Baiersbronn (2ª) e la prima vittoria il 17 febbraio 2008 a Breitenberg.
In Coppa del Mondo ha esordito nella gara inaugurale del 3 dicembre 2011 sul trampolino Lysgårdsbakken di Lillehammer (42ª), ha ottenuto il primo podio il 1º febbraio 2014 a Hinzenbach (3ª) e la prima vittoria il 13 febbraio 2016 a Ljubno.
In carriera ha partecipato a un'edizione dei Giochi olimpici invernali, Soči 2014 (6ª nel trampolino normale), e a cinque dei Campionati mondiali (4ª nella gara a squadre a Planica 2023 il miglior piazzamento).

## Palmarès

### Mondiali juniores
- 1 medaglia:
  - 1 bronzo (trampolino normale a Tarvisio 2007)

### Coppa del Mondo
- Miglior piazzamento in classifica generale: 3ª nel 2016
- 9 podi (8 individuali, 1 a squadre):
  - 1 vittoria (individuale)
  - 4 secondi posti (individuali)
  - 4 terzi posti (3 individuali, 1 a squadre)

#### Coppa del Mondo - vittorie
| Data             | Località | Nazione  | Trampolino           |
| ---------------- | -------- | -------- | -------------------- |
| 13 febbraio 2016 | Ljubno   | Slovenia | Logarska dolina HS95 |

### Coppa Continentale
- Miglior piazzamento in classifica generale: 3ª nel 2012
- 12 podi (tutti individuali):
  - 3 vittorie
  - 2 secondi posti
  - 7 terzi posti